# Gouvy
Gouvy (en való Gouvi) és un municipi belga de la província de Luxemburg a la regió valona. L'1 de gener del 2024 tenia 5.474 habitants.

## Localitats
El municipi compta amb cinc seccions que agrupen les següents localitats
- Beho: Deiffelt, Ourthe, Wathermal
- Bovigny: Cierreux, Courtil, Halconreux, Honvelez, Rogery
- Cherain: Brisy, Renglez, Rettigny, Sterpigny, Vaux
- Limerlé: Cherapont, Gouvy, Steinbach
- Montleban: Baclain, Hallonru, Langlire, Lomré[2]